# A1 Padel
A1 Padel, anteriormente conocido como APT Padel Tour, es un circuito internacional de pádel de alto nivel que organiza competiciones en diferentes países alrededor del mundo. Fundado por Fabrice Pastor, este circuito ha crecido significativamente en los últimos años, consolidándose como una de las principales referencias en el deporte del pádel a nivel global.

## Antecedentes
En 2018 el empresario monegasco Fabrice Pastor decide impulsar la creación de un nuevo circuito de pádel, el International Padel Tour, algo que tenía acordado con varios jugadores del World Padel Tour, y que fue inviable debido a los contratos que unían a estos con el WPT. Todo esto ocurrió después de que, temporadas antes, el World Padel Tour tuviese una prueba en Mónaco, que fue promovida por el propio Fabrice, y a partir de la cual surgieron una serie de desavenencias con el circuito español.
Pese a que el International Padel Tour no salió adelante, a finales de 2020 se anunció la creación del APT Padel Tour, que en este caso no contaría con los mejores jugadores del WPT, pero al que si terminaron entrando jugadores con un ranking más bajo, como podría ser el caso de Guillermo Lahoz, ya que así optaban a premios que no serían posibles en World Padel Tour.
Así el torneo comenzó en 2020, con muchas citas fuera de España, ya que uno de los objetivos marcados por su promotor es la internacionalización del pádel, y la propia Federación Europea de Pádel lo designó como su circuito oficial.
La primera edición, sin embargo, se vio afectada por la pandemia de COVID-19, por lo que en marzo de 2020 dieron la temporada por terminada, regresando en febrero de 2021.
A partir de la temporada 2023, el circuito cambió su nombre a A1 Padel.
En 2023 Yankee Global Enterprises anuncia la firma preliminar de un contrato para adquirir una participación accionaria en A1Padel.

## Historia
El circuito A1 Padel fue creado con el objetivo de expandir el deporte del pádel más allá de sus mercados tradicionales, como España y Argentina. Fabrice Pastor, empresario monegasco y apasionado del pádel, fundó este circuito para ofrecer una plataforma competitiva a jugadores de todo el mundo y para promover el crecimiento del deporte en nuevos territorios.
Desde su creación, el A1 Padel ha evolucionado en su estructura y nombre. En 2024, se renombró a A1 Padel, reflejando su crecimiento y la ambición de convertirse en el circuito de pádel más importante a nivel mundial.

## Formato del Circuito
El A1 Padel se organiza en una serie de torneos que se llevan a cabo en diferentes ciudades y países a lo largo del año. Los torneos se dividen en varias categorías según su importancia y los puntos que otorgan para el ranking mundial. Estos incluyen:
- Master
- Open
- Future
- Finals

Los jugadores acumulan puntos en función de sus resultados en los diferentes torneos, lo que determina su posición en el ranking oficial de A1 Padel.

## Eventos Importantes
El circuito A1 Padel organiza eventos en ciudades emblemáticas alrededor del mundo. Algunos de los torneos más destacados incluyen:
- A1 Padel Master Final: El torneo que cierra la temporada, enfrentando a los mejores jugadores del circuito.
- A1 Padel Open de España: Uno de los eventos más prestigiosos, celebrado en tierras españolas, un epicentro del pádel mundial.

Además, el circuito ha expandido su alcance a nuevos mercados, organizando torneos en América Latina, Europa, y recientemente en Asia y África, contribuyendo al crecimiento del pádel en estos continentes.

## Impacto y Alcance
A1 Padel ha tenido un impacto significativo en la promoción del pádel a nivel internacional. Con acuerdos de transmisión televisiva y una fuerte presencia en redes sociales, el circuito ha logrado atraer a una audiencia global. El crecimiento del circuito también ha sido impulsado por alianzas estratégicas con marcas internacionales y patrocinadores que ven en el pádel un deporte en plena expansión.

## Jugadores destacados
A lo largo de su historia, el circuito ha visto la participación de algunos de los mejores jugadores de pádel del mundo. Estos atletas no solo han competido por títulos, sino que también han ayudado a elevar el perfil del A1 Padel a nivel global. Entre los jugadores más destacados se encuentran:
- Leo "Tolito" Aguirre: El jugador más buscado por los seguidores
- Gonzalo Alfonso: El jugador que más tiempo ha sido número 1 del circuito
- Maxi Arce: Uno de los jugadores más exitosos en la historia reciente del circuito
- Franco Dal Bianco: Otro de los principales referentes del circuito, con varios títulos en su haber

## Aspectos Comerciales
El A1 Padel ha logrado atraer importantes patrocinadores y socios comerciales, lo que ha permitido un crecimiento sostenido del circuito. Los acuerdos comerciales incluyen derechos de transmisión televisiva, patrocinio de marcas deportivas, y colaboraciones con entidades locales en las ciudades anfitrionas de los torneos.

## Futuro del Circuito
Con la mira puesta en el futuro, A1 Padel planea continuar su expansión global, organizando más torneos en nuevos territorios y aumentando la visibilidad del deporte. La visión a largo plazo es establecerse como el principal circuito de pádel a nivel mundial, promoviendo el deporte y desarrollando talento en todas las regiones del mundo.

## Ediciones
| Ed. | Año  | Campeones dobles masculino | Campeones dobles masculino | Campeonas dobles femenino | Campeonas dobles femenino |
| --- | ---- | -------------------------- | -------------------------- | ------------------------- | ------------------------- |
| I   | 2021 | Federico Chiostri          |                            | Cristina Carrascosa       |                           |